# Mo socken, Ångermanland
Mo socken i Ångermanland ingår sedan 1971 i Örnsköldsviks kommun och motsvarar från 2016 Mo distrikt.
Socknens areal är 177,10 kvadratkilometer, varav 173,30 land. År 2000 fanns här 1 343 invånare. Tätorten Gottne samt tätorten och kyrkbyn Moliden med sockenkyrkan Mo kyrka ligger i socknen. 

## Administrativ historik
Mo socken bildades 1824 genom utbrytning ur Själevads socken. 1848 utökades socknen med byarna Västeralnö, Österalnö, och Österbacke.
Vid kommunreformen 1862 övergick socknens ansvar för de kyrkliga frågorna till Mo församling och för de borgerliga frågorna bildades Mo landskommun. Landskommunen inkorporerades 1963 i Själevads landskommun som 1971 uppgick i Örnsköldsviks kommun.
1 januari 2016 inrättades distriktet Mo, med samma omfattning som församlingen hade 1999/2000.  
Socknen har tillhört fögderier, tingslag och domsagor enligt vad som beskrivs i artikeln Ångermanland.  De indelta båtsmännen tillhörde Andra Norrlands andradels båtsmanskompani.

## Geografi
Mo socken ligger nordväst om Örnsköldsvik kring Moälven och Utterån. Socknen har viss odlingsbygd vid åarna och är i övrigt en bergig skogsbygd med höjder som i norr når 354 meter över havet.

## Fornlämningar
Några boplatser från stenåldern har återfunnits och drygt 100 fångstgropar har påträffats.

## Namnet
Namnet (1443 Mo) kommer från kyrkbyn och innehåller mo, 'sandig mark'.

## Befolkningsutveckling
| Befolkningsutvecklingen i Mo socken, Ångermanland 1830–1990                                              | Befolkningsutvecklingen i Mo socken, Ångermanland 1830–1990 | Befolkningsutvecklingen i Mo socken, Ångermanland 1830–1990 | Befolkningsutvecklingen i Mo socken, Ångermanland 1830–1990 | Befolkningsutvecklingen i Mo socken, Ångermanland 1830–1990 |
| --- | ----------------------------------------------------------- | ----------------------------------------------------------- | ----------------------------------------------------------- | ----------------------------------------------------------- |
| |                                                             |                                                             |                                                             |                                                             |
| År |                                                             |                                                             | Folkmängd                                                   |                                                             |
| 1830 | 1830                                                        |                                                             | 756                                                         |                                                             |
| 1840 | 1840                                                        |                                                             | 844                                                         |                                                             |
| 1850 | 1850                                                        |                                                             | 1 102                                                       |                                                             |
| 1860 | 1860                                                        |                                                             | 1 359                                                       |                                                             |
| 1870 | 1870                                                        |                                                             | 1 471                                                       |                                                             |
| 1880 | 1880                                                        |                                                             | 1 739                                                       |                                                             |
| 1890 | 1890                                                        |                                                             | 2 114                                                       |                                                             |
| 1900 | 1900                                                        |                                                             | 2 055                                                       |                                                             |
| 1910 | 1910                                                        |                                                             | 1 983                                                       |                                                             |
| 1920 | 1920                                                        |                                                             | 1 921                                                       |                                                             |
| 1930 | 1930                                                        |                                                             | 1 865                                                       |                                                             |
| 1940 | 1940                                                        |                                                             | 1 850                                                       |                                                             |
| 1950 | 1950                                                        |                                                             | 1 830                                                       |                                                             |
| 1960 | 1960                                                        |                                                             | 1 505                                                       |                                                             |
| 1970 | 1970                                                        |                                                             | 1 215                                                       |                                                             |
| 1980 | 1980                                                        |                                                             | 1 335                                                       |                                                             |
| 1990 | 1990                                                        |                                                             | 1 428                                                       |                                                             |
| Anm: Källor: Umeå universitet - Tabellverket 1749-1859, Demografiska databasen, CEDAR, Umeå universitet. |                                                             |                                                             |                                                             |                                                             |